# Romeo Anconetani Stadion
A Romeo Anconetani Stadion vagy Aréna Garibaldi (olaszul:Stadio Romeo Anconetani vagy Stadio Arena Garibaldi ) egy olasz labdarúgó-stadion Pisában. Jelenlegi nevét 2002-ben Romeo Anconetaniról az 1980-as évek labdarúgójáról majd klubvezetőjéről kapta.
Az aréna Olaszország egyik legrégibb stadionja hasonlóan, mint a genovai Luigi Ferraris Stadion (1911) és a parmai Ennio Tardini Stadion (1923). Korábbi elnevezései : Arena Garibaldi (1919-1931) Campo Littorio (1931-1949) Arena Garibaldi (1949-2001)

## Magyar csapatok mérkőzései a stadionban
A magyar csapatok közül az alábbiak szerepeltek a stadionban.
- AC Pisa – Debreceni MVSC 2–0 (Közép-európai kupa (Mitropa kupa döntő) (1985.11.17)
- AC Pisa – Kaposvári Rákóczi FC 2–0 (Közép-európai kupa (Mitropa kupa B csoport) (1988.05.24)
- AC Pisa – Váci Izzó MTE 3–0 (Közép-európai kupa (Mitropa kupa B csoport) (1988.05.30)